# 蕪島
蕪島（かぶしま）は、青森県八戸市鮫町にある島である。ウミネコ繁殖地として、国の天然記念物に指定されている。また、2013年5月に三陸復興国立公園に指定されている。
「島」と呼ばれているが、内務省と海軍省の委託工事として1942年に旧海軍により2年がかりの埋め立て工事が行われ、本土と陸続きとなった。

## 概要
名称の由来には諸説あり、以下のものが知られている。
- 蕪の花が咲く島。この「蕪」は野生のアブラナを指す[2]。
- 神を祭る場所としての「神嶋(かむしま)」、「神場島（かばしま）」
- アイヌ語の「カピュー」（ウミネコ等）と「シュマ」（岩場）を合わせたもの[3]

地名は蕪島で、島の頂上に鎮座する神社名は蕪嶋神社と表記する。
ウミネコは漁場を知らせてくれる鳥であり、弁天様の使いとして大切にされてきた。そのため人家の近くでありながら島全体がウミネコの大繁殖地になっていて、毎年2月下旬から4月中旬にかけて飛来し、ナタネの咲き乱れる5月ごろ営巣・抱卵、6月に孵化したヒナが7月には巣立ち、8月には島を離れていく。その数約4万羽。日本には10か所ほどウミネコの繁殖地があるが、ウミネコの巣を間近に観察できる唯一の場所であることから、1922年に天然記念物に指定された。島の頂上には、ウミネコ監視員の常駐所がある。2011年、東北地方太平洋沖地震によって引き起こされた津波で被害を受けた。

## 地形
種差海岸の北端にあたる。島のふもとの鳥居から頂上の神社入口まで参道の階段が続いている。神社の周囲を歩くことができるように通路が作られており、周囲の景色が楽しめる。
- 長さ：300m
- 幅：140m
- 高さ：19m
- 周囲：800m
- 面積：約17,000m2
- 岩質：輝緑凝灰岩

## 蕪嶋神社
蕪嶋神社は社伝によれば1269年に江ノ島弁才天を勧進したのがはじまりだという。祭神は市寸嶋比売命、多紀理毘売命、多岐都比売命の宗像三女神で「蕪嶋の弁天様」として信仰を集めてきた。弁財天は商売繁盛や子授けにご利益があるとされているが、漁業の守り神でもある。2015年11月5日未明に全焼した。
再建工事は2016年11月に開始された。ウミネコの繁殖期である4月〜8月は影響を最小限に抑えるために工事をしなかったため、約5年の歳月がかかり、2020年に再建工事が完了した。なお、木材は青森県産のものを中心に使用している。
境内には柳原白蓮の短歌が刻まれたウミネコ供養碑がある。
蕪嶋神社付近では、毎年4月の第3日曜日に蕪島まつりがある。

## 八戸小唄の碑

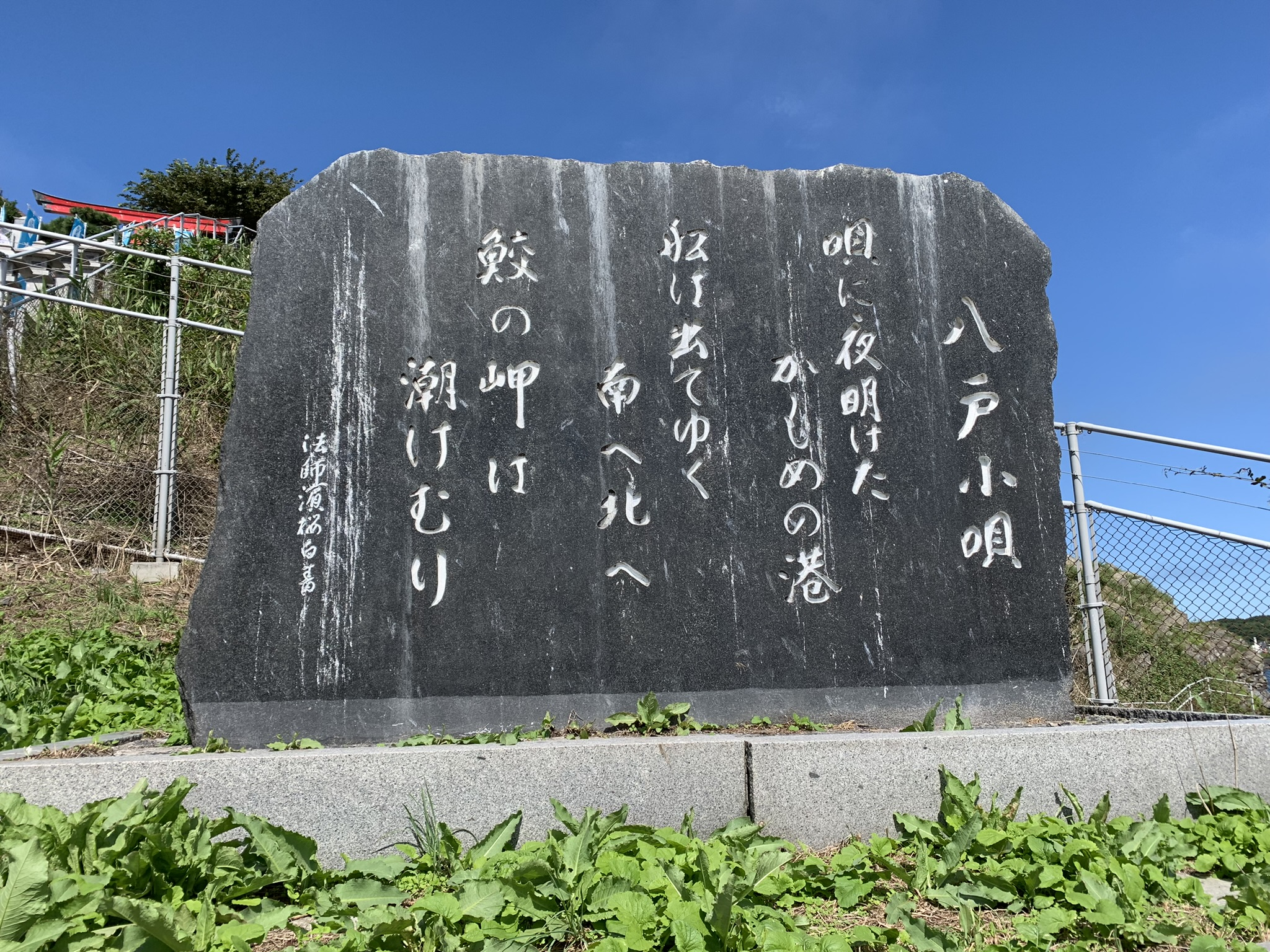
法師浜桜白民謡碑

八戸市が1931年に制作、1932年に発表した新民謡「八戸小唄」では「島のうみねこ誰を待つ」などのフレーズで蕪島やウミネコが歌われている。1973年8月には蕪嶋神社の参道横に、「八戸小唄」の一番の歌詞を刻んだ民謡碑が建立された。作詞を担当した俳人の法師浜桜白が揮毫し、タイトルと歌詞に続いて「法師浜桜白書」と刻まれている。

## ウミネコの糞
繁殖期には約3万羽のウミネコが乱舞する為、神社境内にも足の踏み場がないほどになる。運が悪いと、空からウミネコの糞（ふん）を浴びてしまうことになる。ふもとには無料貸出のビニール傘が数本設置されているが、ほとんどの場合、破損している。

## アクセス
- 東日本旅客鉄道（JR東日本）八戸線鮫駅下車徒歩15分

## ギャラリー

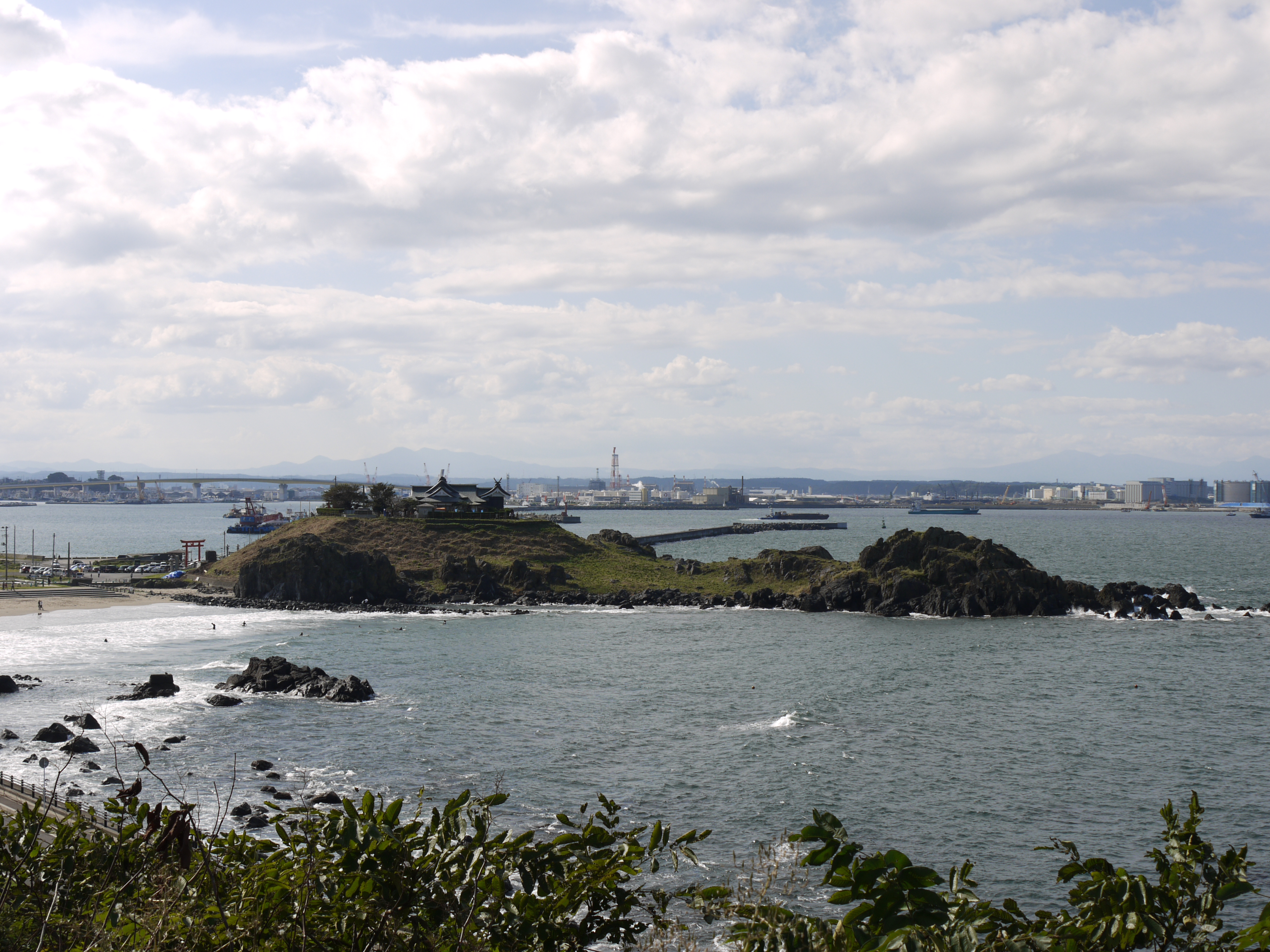
全景（2012年10月）
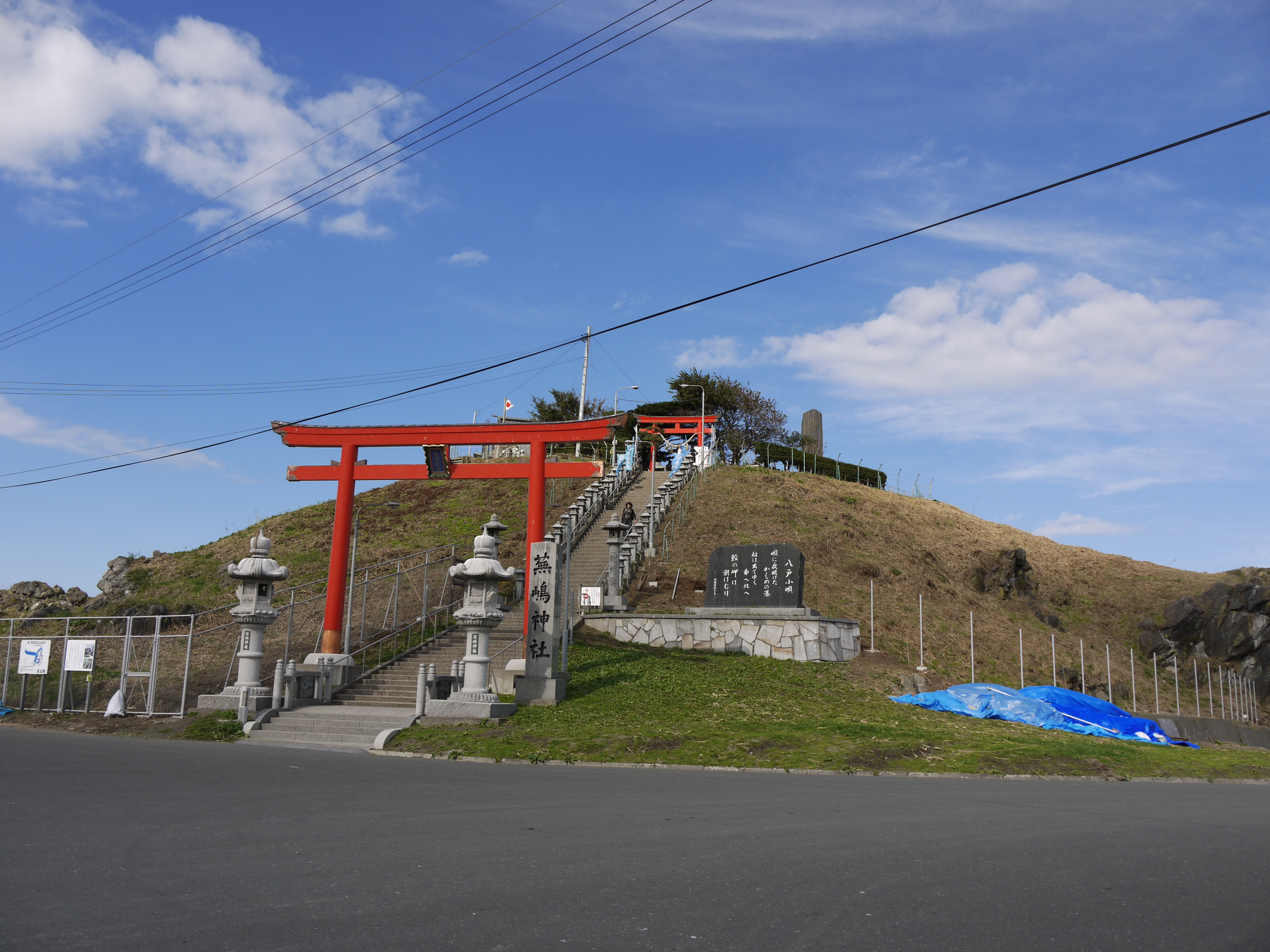
蕪嶋神社（2012年10月）
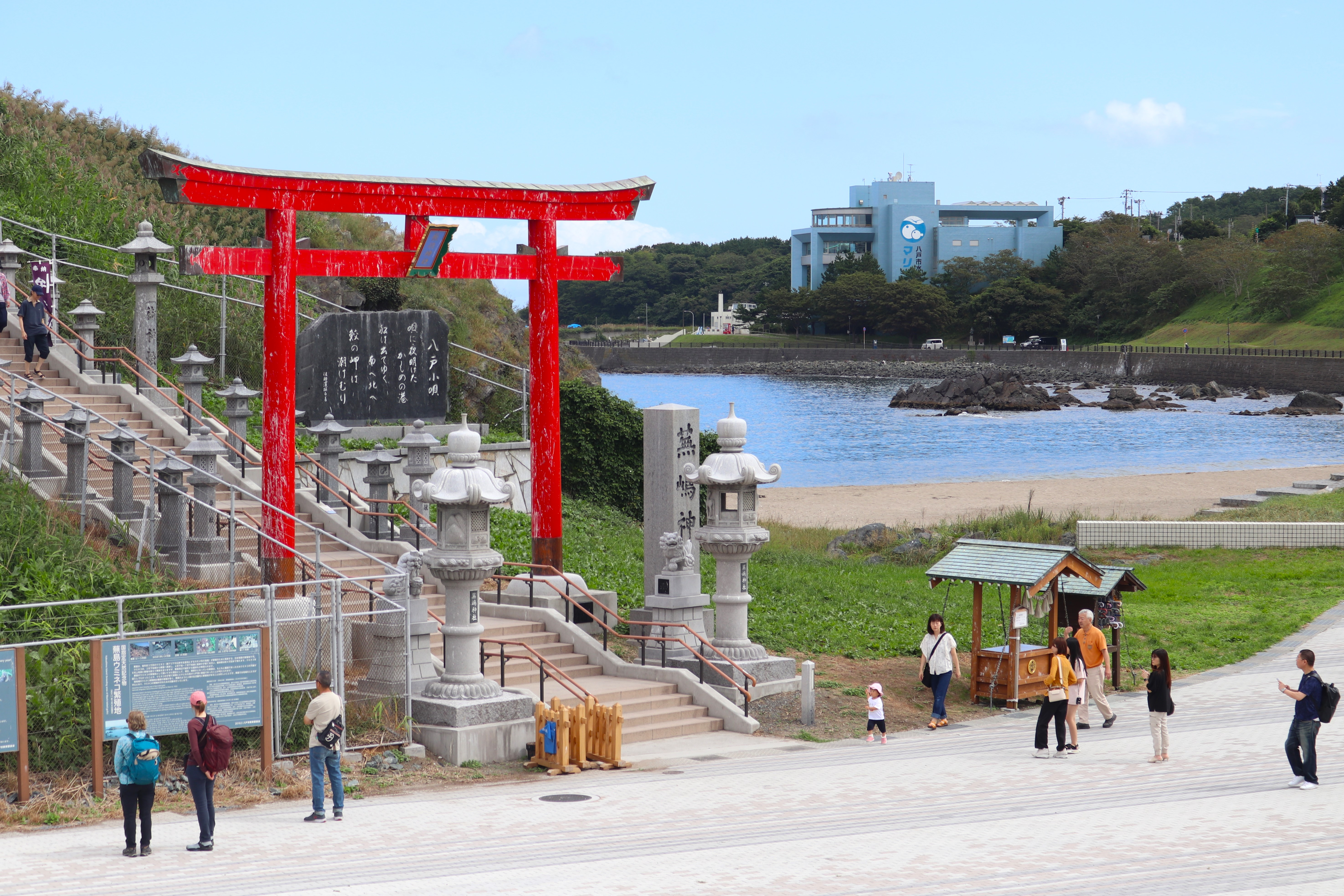
蕪嶋神社と海水浴場、八戸市水産科学館（2024年9月）
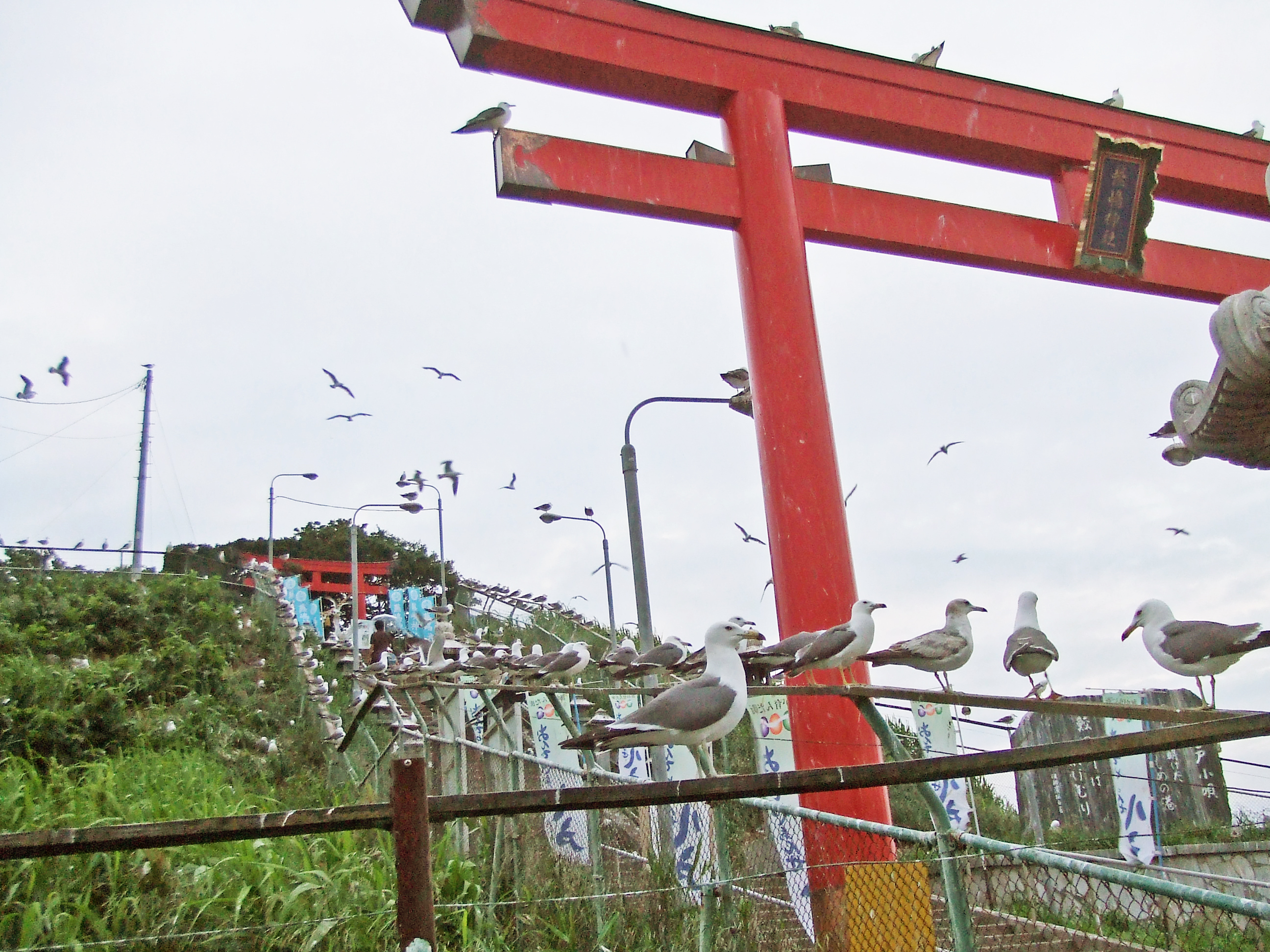
多数のウミネコ達（2010年6月）
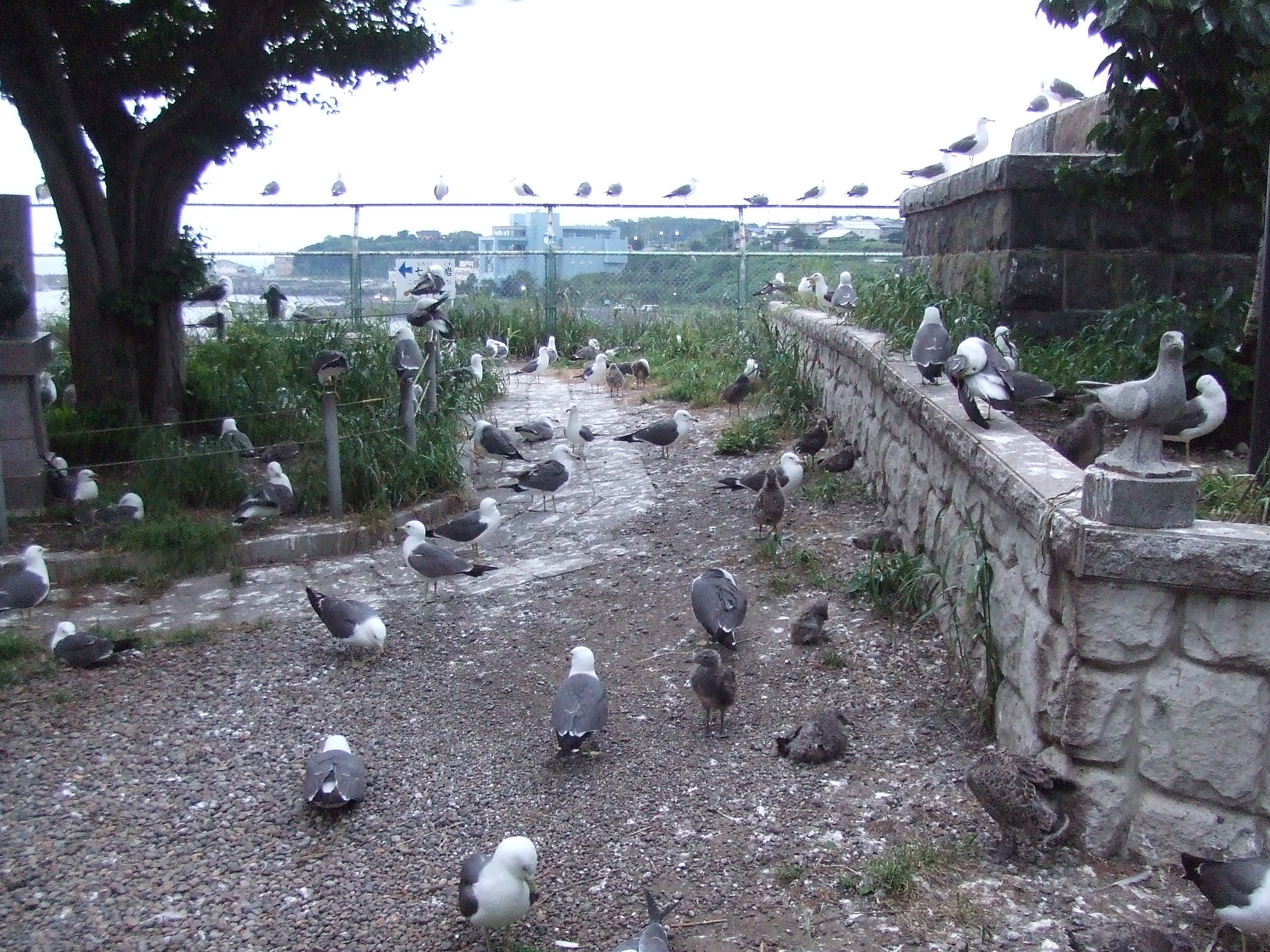
歩くのに注意が必要なほどのウミネコ達（2010年6月）
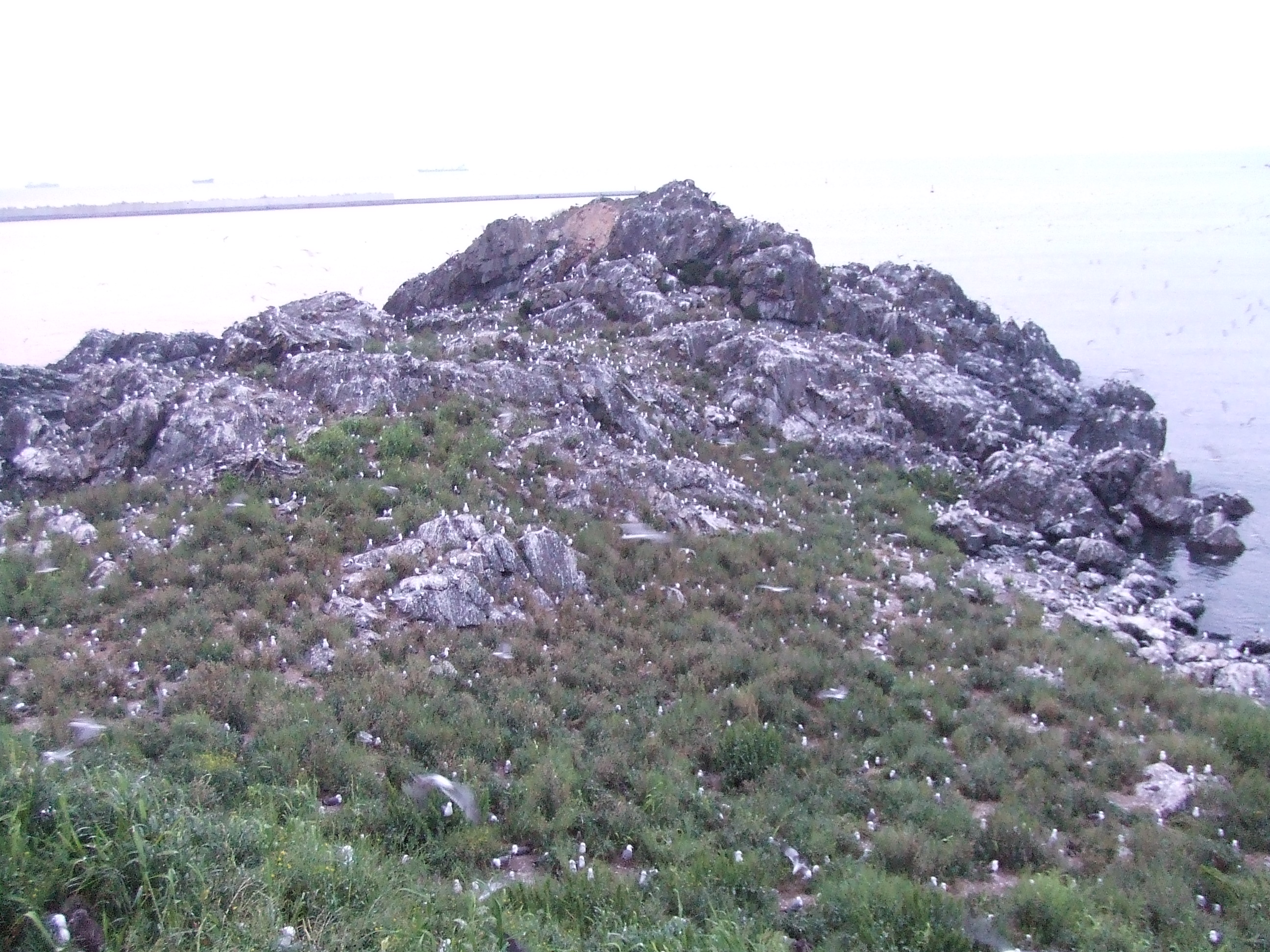
無数に見える白い点がウミネコ達（2010年6月）
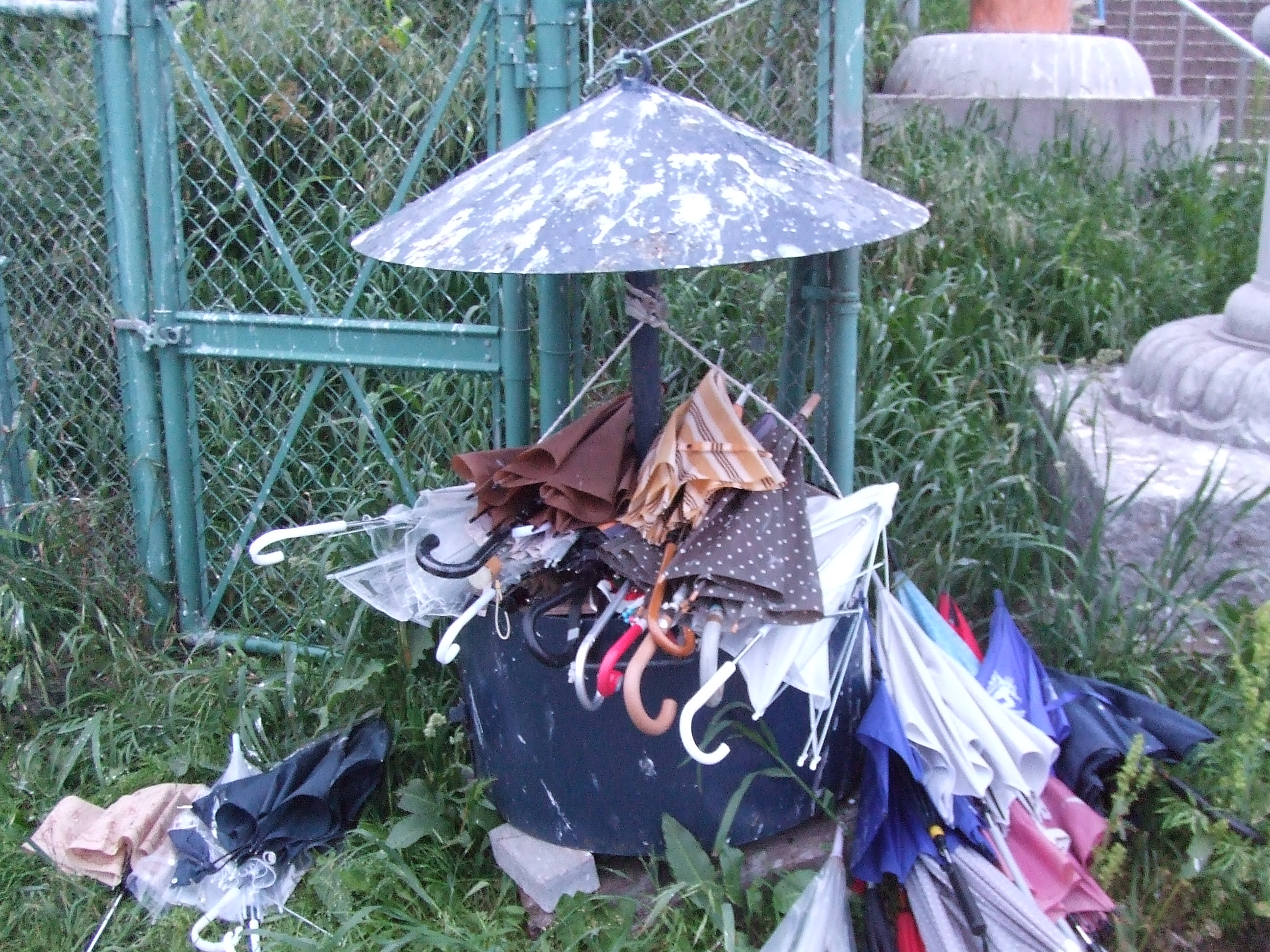
ウミネコの糞の被害を避けるために傘が置いてある（2010年6月）